# 羅馬尼亞國家男子籃球隊
羅馬尼亞國家籃球隊是羅馬尼亞的國家男子籃球隊。羅馬尼亞曾經17次參加歐洲籃球錦標賽的賽事，並且有兩次獲得了第五名的成績。但羅馬尼亞從未參加過世界籃球錦標賽的賽事。羅馬尼亞參加過一次奧運會的籃球比賽，是在1952年奧運會。羅馬尼亞是世界籃聯的創設會員之一。